# کوسه دم‌کوچک
کوسه دم‌کوچک (نام علمی: Carcharhinus porosus) نام یک گونه از تیره کوسه‌ماهیان درنده است.